# Szentlázár
Szentlázár település Romániában, Bihar megyében.

## Fekvése
Bihar megyében, Margittától délnyugatra, Vedresábrány és Érköbölkút között fekvő település.

## Története
Szentlázár nevét 1332 és 1335 között a pápai tizedjegyzékben említették először Villa Sant Lazari néven.
A település egykor Sólyomkővár tartozéka volt.
1465-ben már vámszedőhely volt, és a Bályoki család birtokának írták.
A XVI. században Koprovich Péter birtoka volt.
Az 1800-as évek elején a Baranyi család volt földesura.
A trianoni békeszerződés előtt Bihar vármegye Margittai járásához tartozott.

## Nevezetességek
- Görögkatolikus temploma 1750-ben épült.